# De Abasin Sape
De Abasin Sape é um clube de futebol do Afeganistão. Disputa atualmente a primeira divisão nacional.

## História
O clube foi fundado em agosto de 2012 pela criação da Afghan Premier League e jogou em um dos jogos inaugurais da liga. Os jogadores do clube foram escolhidos através de um show de elenco chamado Maidon-E-Sabz ("Campo Verde").
O clube representa a região sudeste do Afeganistão.

A equipe recebeu o nome de um nome de idioma pastó para o rio Indo - Abassim ("Pai dos Rios").